# Danilo Acosta
Danilo Acosta est un footballeur américano-hondurien, né le 7 novembre 1997 à San Pedro Sula en Honduras. Il joue au poste d'arrière gauche. Il est international hondurien.

## Biographie
Avec les moins de 20 ans, il participe au championnat de la CONCACAF des moins de 20 ans en 2017. Lors de cette compétition, il joue cinq matchs. Les États-Unis remportent le tournoi en battant le Honduras en finale.

## Palmarès
- Vainqueur du championnat de la CONCACAF des moins de 20 ans en 2017